# Saint-Secondin
Saint-Secondin ist eine französische Gemeinde mit 531 Einwohnern (Stand: 1. Januar 2022) im Département Vienne in der Region Nouvelle-Aquitaine (vor 2016: Poitou-Charentes). Sie gehört zum Arrondissement Montmorillon und zum Kanton Lussac-les-Châteaux (bis 2015: Kanton Gençay).

## Geographie
Saint-Secondin liegt etwa 30 Kilometer südsüdöstlich von Poitiers am Fluss Clouère. Im Gemeindegebiet mündet auch sein Zufluss Drion. Umgeben wird Saint-Secondin von den Nachbargemeinden Brion im Norden, Bouresse im Osten und Nordosten, Usson-du-Poitou im Süden und Osten, Château-Garnier im Südwesten sowie La Ferrière-Airoux im Westen.

## Bevölkerungsentwicklung
| Jahr                      | 1962 | 1968 | 1975 | 1982 | 1990 | 1999 | 2006 | 2013 |
| Einwohner                 | 749  | 729  | 647  | 565  | 525  | 508  | 560  | 551  |
| Quelle: Cassini und INSEE |      |      |      |      |      |      |      |      |

## Sehenswürdigkeiten
- Kirche Saint-Secondin
- Landmaschinenmuseum